# Prentice (Wisconsin)
Pour les articles homonymes, voir Prentice.
Prentice est un village du comté de Price, dans l'État du Wisconsin, aux États-Unis. En 2020, il comptait une population de 563 habitants.